# Pantomallus morosus
Pantomallus morosus es una especie de escarabajo del género Pantomallus, tribu Eburiini, subfamilia Cerambycinae. Fue descrita científicamente por Audinet-Serville en 1834.
La especie se mantiene activa durante los meses de enero, febrero, marzo, abril, agosto, septiembre, octubre, noviembre y diciembre.

## Descripción
Mide 12,8-33,8 milímetros de longitud.

## Distribución
Se distribuye por Argentina, Brasil, Paraguay y Uruguay.